# Fasci d'Azione Rivoluzionaria
I Fasci d'Azione Rivoluzionaria furono un movimento politico italiano fondato nel 1914 da Benito Mussolini e attivo soprattutto nel 1915.

## Storia
Patrocinato da Alceste de Ambris, Mussolini e Angelo Oliviero Olivetti, il movimento mirava a promuovere l'ingresso dell'Italia nella prima guerra mondiale, collegandosi al mondo degli interventisti rivoluzionari e ispirato al manifesto programmatico del Fascio rivoluzionario d'azione internazionalista, datato 5 ottobre 1914. Il 1º gennaio 1915 Mussolini pubblicò il manifesto sul suo nuovo quotidiano Il Popolo d'Italia. Arrivò poco dopo a circa 9 000 iscritti.
Il primo congresso si tenne il 24 e 25 gennaio 1915 e nel Comitato centrale vennero eletti tra gli altri Michele Bianchi e Cesare Rossi.
Il movimento raggiunse il suo obiettivo primario quando l'Italia dichiarò guerra all'Impero austro-ungarico nel maggio 1915 e la maggior parte dei suoi membri si arruolò nell'esercito. Con l'ingresso dell'Italia nella prima guerra mondiale nel maggio 1915 i Fasci si sciolsero, quando gran parte dei suoi iscritti vennero richiamati sotto le armi. Nel novembre 1915, tuttavia, essi furono ricostituiti, con l'obbiettivo di spingere il governo Salandra a dichiarare guerra anche alla Germania, non limitandosi ad una guerra locale contro l'Austria-Ungheria, ma inserendosi completamente nel conflitto europeo al fianco dell'Intesa.
Cessò le sue attività con la fine del conflitto. Dopo la guerra, quasi tutti i suoi membri si riunirono nel 1919 in piazza San Sepolcro per la fondazione dei Fasci italiani di combattimento, che precedettero il Partito Nazionale Fascista fondato nel 1921.

## Organizzazione

### Statuto e programma

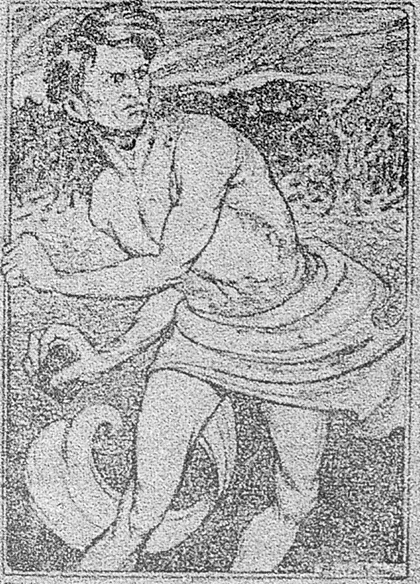
Immagine della tessera del Fascio d'Azione Rivoluzionaria di Milano

Lo "statuto-programma" fu pubblicato su Il Popolo d'Italia del 6 gennaio 1915.
Art. 2. – I Fasci non costituiscono un partito. Sono liberi raggruppamenti di quei sovversivi di tutte le scuole e dottrine politiche che ritengono di trovare nell'attuale momento, e in quello che immediatamente a questo succederà, un campo propizio alla fecondazione delle idealità rivoluzionarie e non intendono però lasciare sfuggire la occasione di un movimento in comune.

Art. 3. – Più specialmente i Fasci si propongono di creare una situazione che trascini l'Italia a partecipare, senza ulteriore indugio, alla guerra contro gli imperi Centrali. Questa circostanza, realizzata, avrà un triplice risultato:

a). La negazione per volontà di popolo di tutta la politica dinastica di Casa Savoia.

b). abbreviare la guerra e colpire il militarismo nella sua più tipica espressione di organismo dominatore e sopraffattore dei popoli.

c). La rivoluzione di problemi di nazionalità che una volta a posto sgombreranno il terreno della lotta fra le classi di un grande elemento di confusione tra i vari ceti sociali spianando la via a tutte le rivendicazioni politiche ed economiche.

Art. 4. – Questo programma dovrà essere realizzato attraverso la propaganda orale e scritta e quelle altre forme d'intesa che le circostanze dettano

Art. 5. – I Fasci vivranno con le volontarie quote che ogni aderente verserà a seconda delle proprie forze.

Art. 6. – Nella seconda quindicina di gennaio avrà luogo un convegno nazionale  Fra i rappresentanti di tutti i Fasci d'Italia che accetteranno questo programma.

Art. 7. – Sino all'epoca del Convegno nazionale, il comitato del Fascio d'Azione Rivoluzionaria di Milano, via Sala 10, funzionerà da Comitato Centrale.

Art. 8. – Esso provvederà alla stampa di una tessera unica per tutti gli aderenti ai Fasci già costituiti e che si costituiranno in Italia. Questa tessera ha il valore di un elemento di riconoscimento per il libero intervento alle riunioni del Fascio locale e degli altri Fasci d'Italia

Art. 9. – La tessera costa una lira. I proventi sono destinati dal Comitato Centrale alla stampa di manifesti, volantini, numeri unici, contributo all'invito di oratori, ecc.»